# شاين برين
شاين برين (بالإنجليزية: Shane Breen)‏ هو فارس ‏ أيرلندي، ولد في 16 سبتمبر 1974.